# Abraham Bandala Patiño
General Abraham Bandala Patiño (Papantla, Veracruz, Veracruz, México 12 de mayo de 1838 - Ciudad de México 6 de noviembre de 1916). Fue un militar mexicano que participó en la Revolución mexicana. Fue hijo de José Bandala, médico cubano, y de María Patiño. Entró a la guardia Nacional en 1858 y peleó contra la Segunda Intervención Francesa en México. Llegó a ser uno de los más importantes Generales del Ejército Nacional Federal.

## Formación militar
A los 19 años de edad, se enlistó en la Guardia Nacional. De principios liberales, combatió durante la "Guerra de Tres Años" y contra la intervención francesa. A lado del general Porfirio Díaz, participó en la Batalla de Puebla el 5 de mayo de 1862 y en la del 2 de abril de 1867, y colaboró con el general Pesqueira en la campaña contra los indios Yaquis en Caborca, Sonora.

## Gobernador de Tabasco
En 1885 fue nombrado Jefe de Armas en Tabasco, y ocupó en varias ocasiones el gobierno de dicho estado durante el Porfiriato. Primero como gobernador provisional del 23 de marzo al 30 de septiembre de 1887, como gobernador interino del 12 de marzo al 15 de agosto de 1894 y como gobernador constitucional del 1 de enero de 1895 al 31 de diciembre de 1910, siendo reelecto en 1899, 1903 y 1907. Sus ausencias fueron cubiertas por Felipe de Jesús Serra, Manuel Martínez Guido, Gonzalo Acuña Pardo y Nicandro Melo.

### Principales acciones
Durante su gestión se gozó en Tabasco de una relativa paz social impulsada por el desarrollo experimentado durante el porfiriato. Algunas de sus principales acciones fueron la construcción e inauguración de la línea de tranvías que iba de la "Casa Maldonado e Hijos" en la capital del estado San Juan Bautista, y que llegaba hasta el arroyo de Tapijuluya, cercano al pueblo de Atasta. También impulsó en las escuelas más importantes (la Simón Sarlat, Porfirio Díaz y Manuel Romero Rubio) el método propuesto por el educador Rébsamen, y en 1896 inauguró el
teatro Merino, que fue el primer teatro con que contó la capital del estado.
Durante sus gestiones propuso adiciones y reformas a las leyes, decretó elevar los presupuestos a los municipios y determinó instaurar la educación agrícola en las escuelas primarias, con la finalidad de transmitir a los infantes el placer por la agricultura. Durante el largo gobierno de Abraham Bandala, floreció el comercio de productos tabasqueños hacia el exterior.
En el año de 1908 enfrentó el problema de límites territoriales que tenía Tabasco con Chiapas. Y una de sus últimas acciones fue que en 1810 elevó la villa de San Antonio de Cárdenas a la categoría de ciudad.
Sin embargo, también el estado soportó su férreo control político y militar, ya que el Congreso del estado se encontró sujeto a su voluntad, y no se promulgaba un solo decreto o ley sin su aprobación. Se enfrentó a sus oponentes políticos, encarcelando entre otros a Manuel Mestre Ghigliazza, Andrés Calcaneo, Lorenzo Casanova y Domingo Borrego, continuando así hasta el 23 de enero de 1907.

### Primeros levantamientos revolucionarios
En 1902 se fundó en la Villa de Huimanguillo, el Club antirreeleccionista Melchor Ocampo, siendo el primer grupo tabasqueño organizado contra la dictadura porfirista, el Club, fue disuelto con prontitud por Abraham Bandala.
El primer levantamiento armado en Tabasco se dio el 5 de abril de 1910, mucho antes que estallara en el país la Revolución mexicana, cuando Ignacio Gutiérrez Gómez se alza en armas en la Chontalpa, en contra de la dictadura de Porfirio Díaz y del gobernador Abraham Bandala, pero, el general Bandala logró sofocar el primer movimiento revolucionario en Tabasco.
Sin embargo, el descontento social había empezado a manifestarse y la actividad revolucionaria iba en aumento. Presionado por los acontecimientos, el gobernador Abraham Bandala, decide dejar el poder, por lo que el 16 de octubre de 1910, se realizaron en el estado, elecciones para gobernador, resultando ganador don Policarpo Valenzuela, quien era el candidato apoyado por el gobernador Bandala y Porfirio Díaz. poniendo fin a sus más de 16 años en el poder.
Abraham Bandala salió de la capital del estado San Juan Bautista en el vapor "Sánchez Mármol" rumbo al puerto de Frontera, 17 de enero de 1911, para embarcarse con rumbo a la Ciudad de México.

## Fallecimiento
Su último cargo político fue el de Administrador de las residencias presidenciales en la Ciudad de México, donde falleció el 6 de noviembre de 1916.
Su nombre está escrito en el "Muro de Honor del Estado de Tabasco" ubicado en la ciudad de Villahermosa, y varias calles de ciudades tabasqueñas, llevan su nombre.